# Tragovi: Rivista di argomenti serbi e croati
Tragovi: Rivista di argomenti serbi e croati (in serbo Трагови: часопис за српске и хрватске теме?, Tragovi: časopis za srpske i hrvatske teme; in croato Tragovi: časopis za srpske i hrvatske teme) è una rivista scientifica fondata nel 2018 a Zagabria per l'introduzione e la presentazione di nuove ricerche culturali e scientifiche interdisciplinari sullo studio del popolo e della cultura di serbi e croati. La rivista fu pubblicata per la prima volta come un periodico pubblicizzato dal Consiglio nazionale serbo e l'Archivio dei serbi in Croazia. Gli articoli sono sottoposti a revisione paritaria e pubblicati in modalità Open Access.